# Roberto Aliaga
Roberto Aliaga (Argamasilla de Alba, Ciudad Real,1976) es biólogo y escritor de literatura infantil. Aterrizó en 2005 y a partir de la buena acogida de su obra Cactus del desierto, en 2007, ha seguido escribiendo y publicando a buen ritmo. Su producción se centra sobre todo en el álbum ilustrado, aunque también es autor de narrativa, siempre dirigida a un público infantil.
Sus obras han sido traducidas a 16 lenguas: catalán, valenciano, gallego, euskera, inglés, francés, italiano, portugués, alemán, turco, japonés, polaco, brasileño, holandés, chino y árabe.
Además, ha trabajado en adaptaciones de obras extranjeras, colabora habitualmente con editoriales de educación infantil y primaria, participa en seminarios y conferencias y, desde 2009 que se dedica en exclusiva a la literatura infantil, viene realizando numerosos encuentros con sus lectores en colegios y bibliotecas. 
Acudió por videollamada al colegio La Regüela en Palomares del Río, Sevilla, el día 26 de mayo de 2021, para hablar con los alumnos tras leer su libro, "Secuestro de cumpleaños". Los alumnos le hicieron preguntas al autor del libro para aprender sobre este trabajo de escribir.

## Premios y distinciones
- 2008. Premio Lazarillo de Álbum Infantil Ilustrado. OEPLI, con el patrocinio del Ministerio de Cultura, por "El príncipe de los enredos".
- 2009. Incluido en la lista The White Ravens. International Youth Library (IYL), in Munich, Germany, por "Cactus del desierto".
- 2012. XXXI Concurso de Narrativa Infantil Vila d’Ibi. Ayuntamiento de Ibi - Grupo Anaya, por "Cuando Óscar se escapó de la cárcel".
- 2013. 17th. Independent Publisher Book Awards. Silver Medal Children’s Picture Books 7 & Under. Jenkins Group, Inc. Michigan, USA, por "Cuento de noche".
- 2013. Gelett Burgess Children's Book Awards. Honor book. Gelett Burgess Center for Creative Expression. Oregon, USA, por "Cuento de noche".
- 2014. 16th. International Latino Book Awards. Best Educational Children’s Picture Book. Latino Literacy Now. California, USA, por "Dorothy".[2]
- 2016. 18th. International Latino Book Awards. Most Inspirational Children’s Picture Book. Latino Literacy Now. California, USA, por "La llavecita dorada"
- 2017. 39.ª edición Premio El Barco de Vapor. Fundación SM, por "Cómo arreglar un libro mojado".

## Obra
- La oficina de objetos perdidos y encontrados. Ilustrado por Manuel Uhía. (Brosquil, 2005)
- Cactus del desierto. Ilustrado por Manuel Uhía. (Siruela, 2007)
- El sueño del osito rosa. Ilustrado por Helga Bansch. (OQO, 2007)
- Un hermanito para Eva. Ilustrado por Sonia Sánchez. (Imaginarium, 2007)
- La tortuga que quería dormir. Ilustrado por Alessandra Cimatoribus. (OQO, 2008)
- El cangrejo ermitaño. Ilustrado por Daniel Jiménez. (Combel, 2008)
- Poemitas de maíz. Ilustrado por Laura González. (CEDMA, 2008)
- Un reloj con plumas. Ilustrado por Óscar Villán. (Macmillan, 2008)
- Pingoreta y el tiempo. Ilustrado por Mónica Gutiérrez Serna. (Macmillan, 2008)
- La muñeca y la castañera. Ilustrado por Maja Celija. (OQO, 2008)
- Codrilo. Ilustrado por Minako Chiva. (OQO, 2009)
- El camión de papel. Ilustrado por Claudia Ranucci. (Macmillan, 2009)
- El príncipe de los enredos. Ilustrado por Roger Olmos. (Edelvives, 2009)
- Simón mentiras. Ilustrado por Simona Mulazzani. (OQO, 2009)
- El cumpleaños de Cristina. Fotografías de Xavier dÁrquer. (Imaginarium, 2009)
- Los colores de Silvano. Ilustrado por Carles Arbat. (Almadraba, 2009)
- Peca y los números locos. Ilustrado por Manuel Uhía. (M1C, 2009)
- ENTREsombras y el circo ambulante. Ilustrado por Roger Olmos. (MacMillan, 2010)
- ENTREsombras y la llave maestra. Ilustrado por Roger Olmos. (MacMillan, 2010)
- Un cuento lleno de lobos. Ilustrado por Roger Olmos. (OQO, 2010)
- Matilde Pompas. Ilustrado por Cristina Hernández. (Narval, 2011)
- Un camaleón en la escuela de los gatos. Ilustrado por Roger Olmos. (Edebé, 2011)
- ENTREsombras y el viaje del fin… de curso. Ilustrado por Roger Olmos. (MacMillan, 2011)
- La granja de los siete establos. Ilustrado por Cintia Martín. (MacMillan, 2011)
- Superhéroes. Ilustrado por Roger Olmos. (Anaya, 2011).
- ¡Y no llegues tarde! Ilustrado por Marta Antelo. (MacMillan, 2012)
- El novio de la bruja. Ilustrado por Carles Arbat. (Edebé, 2012)
- ENTREsombras y la cabalgata macabra. Ilustrado por Roger Olmos. (MacMillan, 2012)
- El viejo y la margarita. Ilustrado por Guridi. (Narval, 2012).
- Cuento de noche. Ilustrado por Sonja Wimmer. (Cuento de Luz, 2012)
- Luis, Federico y Andrés. Ilustrado por Juan Berrio. (MacMillan, 2012)
- Dorothy. Ilustrado por Mar Blanco. (Cuento de Luz, 2013)
- Cuando Óscar se escapó de la cárcel. Ilustrado por Emilio Urberuaga. (Anaya, 2013)
- ¿Te cuento un secreto? Cuando fui a la selva. Ilustrado por Miguel Ángel Díez. (Anaya, 2014)
- ¿Te cuento un secreto? Cuando me convertí en lobo. Ilustrado por Miguel Ángel Díez. (Anaya, 2014)
- ¿Te cuento un secreto? Cuando trabajé en el circo. Ilustrado por Miguel Ángel Díez. (Anaya, 2014)
- ¿Te cuento un secreto? Cuando me hice así de pequeño. Ilustrado por Miguel Ángel Díez. (Anaya, 2014)
- Mascota lobo. Ilustrado por Emilio Urberuaga. (Edebé, 2015)
- Solo un reloj. Ilustrado por Amrei Fiedler. (La Fragatina, 2015)
- El món de Penombres. (SM, 2015)
- Enfadados. Ilustrado por Miguel Cerro. (La Fragatina, 2015)
- La llavecita dorada. Ilustrado por Dani Padrón. (Cuento de Luz, 2015)
- Tic Tac ¡Cuac! Ilustrado por Iratxe López de Munain. (Canica Books, 2015)
- Tortololita. Ilustrado por Paula Alenda. (Libre Albedrío, 2015)
- Las gafas del abuelo. Ilustrado por Miguel Cerro. (Edebé, 2016)
- Don Facundo Iracundo. El vecino del segundo. Ilustrado por Raúl Sagospe. (Edebé, 2016)
- La delegada. Ilustrado por Erica Salcedo. (Algar, 2016)
- ¿Te cuento un secreto? Cuando fui al oeste. Ilustrado por Miguel Ángel Díez. (Anaya, 2016)
- ¿Te cuento un secreto? Cuando me convertí en sirena. Ilustrado por Miguel Ángel Díez. (Anaya, 2016)
- ¿Te cuento un secreto? Cuando subí en globo. Ilustrado por Miguel Ángel Díez. (Anaya, 2016)
- ¿Te cuento un secreto? Cuando metí la pata. Ilustrado por Miguel Ángel Díez. (Anaya, 2016)
- El virus de la suerte. Ilustrado por Raúl Sagospe. (Libre Albedrío, 2016)
- Cómo arreglar un libro mojado. Ilustrado por Clara Soriano. (SM, 2017)
- La Granja. La hora de la escuela. Ilustrado por Gallego Bros. (Edebé, 2017)
- La Granja. El misterio del girasol. Ilustrado por Gallego Bros. (Edebé, 2017)
- La Granja. La carta de amor. Ilustrado por Gallego Bros. (Edebé, 2017)
- La Granja. ¡Qué miedo! Ilustrado por Gallego Bros. (Edebé, 2017)
- Secuestro de cumpleaños. Ilustrado por Miguel Ángel Díez. (Edebé, 2021)